# Cryptobranchidae
Las salamandras gigantes (Cryptobranchidae, que en griego significa "branquias ocultas") son un clado de anfibios caudados compuesto por tres especies distribuidas por China, Japón y Estados Unidos. Las especies distribuidas en Asia corresponden a la salamandra gigante china (Andrias davidianus) y la salamandra gigante del Japón (Andrias japonicus), mientras que la salamandra gigante americana (Cryptobranchus alleganiensis) es la única presente en Norteamérica.

## Géneros
Actualmente se reconocen 2 géneros según ASW:
- Andrias Tschudi, 1837
- Cryptobranchus Leuckart, 1821

## Evolución
Los registros más antiguos de este grupo son los del género Chunerpeton, los cuales datan del Jurásico medio. Chunerpeton exhibe un gran número de similitudes morfológicas con las especies actuales de este grupo, lo cual deja en evidencia lo poco que han cambiado las estructuras en estas especies a lo largo de 160 millones de años aproximadamente. El fósil también respalda la hipótesis que platea que la divergencia entre Cryptobranchidae y el grupo Hynobiidae se produjo en Asia antes del Jurásico Medio. Ambas familias forman un clado, siendo este el más antiguo entre los caudados. Por otra parte, la extensión de especies de Cryptobranchidae a Norteamérica se explicaría por la posterior formación de un puente de tierra. Por otra parte, las especies de la familia Hynobiidae (comúnmente conocidas como salamandras asiáticas) se habrían extendido desde Asia hacia a Europa quedando para el Holoceno restringidas a ese rango. 
|         | Cryptobranchus alleganiensis                                             |
|         |                                                                          |
| Andrias | \| \| Andrias davidianus \| \| \| \| \| \| Andrias japonicus \| \| \| \| |
|         | \| \| Andrias davidianus \| \| \| \| \| \| Andrias japonicus \| \| \| \| |
|         | Andrias davidianus                                                       |
|         |                                                                          |
|         | Andrias japonicus                                                        |
|         |                                                                          |

|  | Andrias davidianus |
|  |                    |
|  | Andrias japonicus  |
|  |                    |

Cladograma basado en Frost et al. (2006).

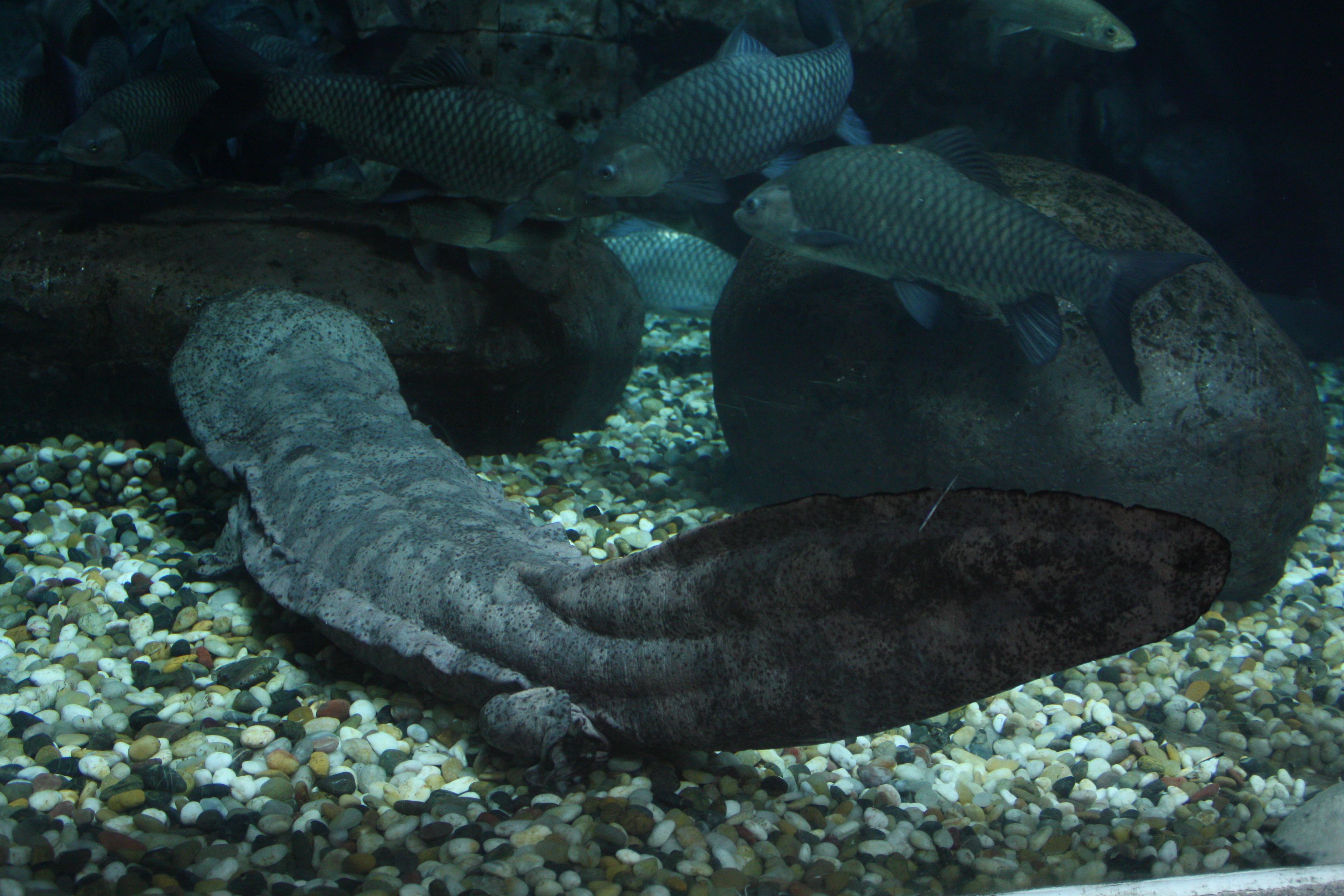
Salamandra china gigante (Andrias davidianus)
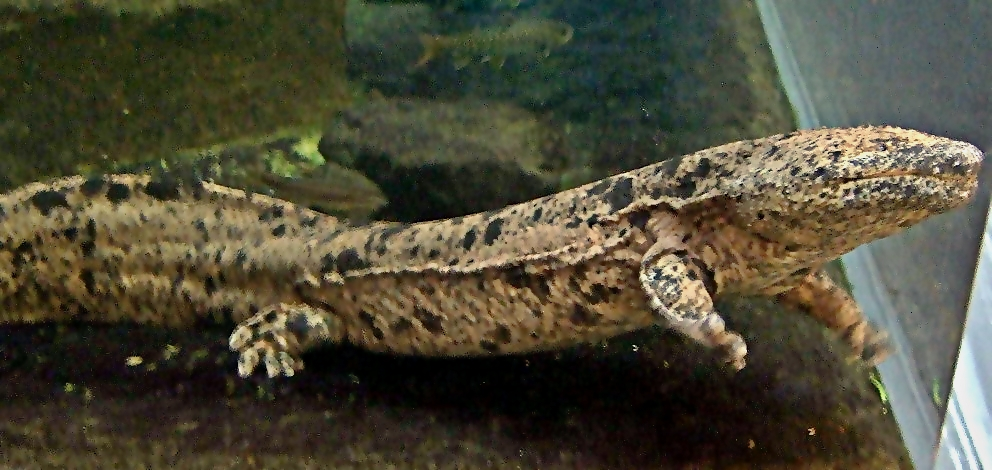
Salamandra gigante del Japón (Andrias japonicus).
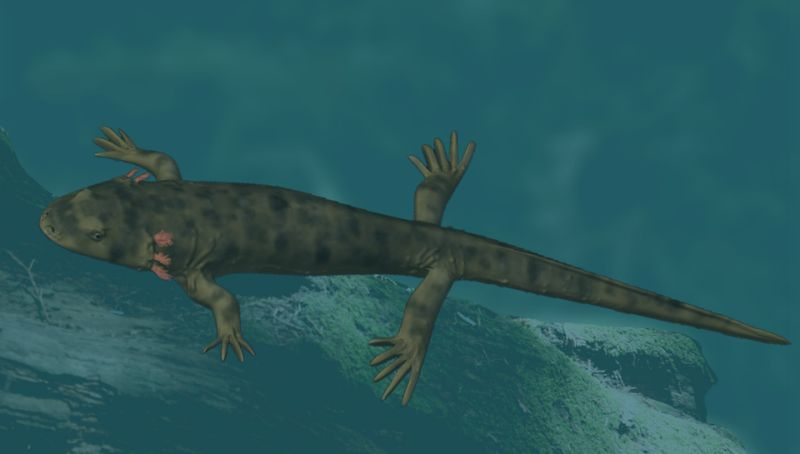
Chunerpeton.